# Fan Ping-ping
Fan Ping-ping (čínsky pchin-jinem Fan Bingbing, znaky 范冰冰; 16. září 1981, Čching-tao) je čínská herečka, zpěvačka a modelka. V Hollywoodu se prosadila v sériích X-Men a Iron Man. Hrála též v čínských filmech Válka rozumu a cti, Ztraceni v Pekingu, Buddha Mountain, v hongkongském snímku Město zločinu či jihokorejském Mai wei. V roce 2018 se nejprve objevily zprávy o jejím zmizení, aby se vzápětí ukázalo, že byla patrně zadržena policií kvůli daňovým únikům. Soud jí uložil pokutu ve výši 2,9 miliardy korun.